# It's Five o'Clock
It's Five o'Clock es el segundo álbum de la banda Aphrodite's Child, editado en 1969 por Mercury Records.
El disco fue grabado en los Trident Studios de Londres, siendo una continuación estilística del primer LP del trío: End of the World, presentando canciones pop con cierto sabor psicodélico y melodías radiables.
La banda cambiaría radicalmente su estilo en su tercer trabajo: el ambicioso LP doble 666 (The Apocalypse of John, 13/18), el cual marcaría el final del grupo.

## Lista de canciones
Cara A
1. It's Five O'Clock (Richard Francis, Vangelis Papathanassiou)
2. Wake Up (Francis, Papathanassiou)
3. Take Your Time (Francis, Papathanassiou)
4. Annabella (Richard Adams, Demis Roussos)
5. Let Me Love, Let Me Live (Francis, Lucas Sideras)

Cara B
1. Funky Mary (Francis, Papathanassiou)
2. Good Time So Fine (Valerie Johnson, Papathanassiou)
3. Marie Jolie (Francis, Papathanassiou)
4. Such a Funny Night (Francis, Papathanassiou)

## Personal
- Vangelis - teclados, bajo
- Demis Roussos - voz, bajo, guitarra
- Lucas Sideras - batería